# WORKS I - CM
『WORKS I - CM』（ワークス ワン シーエム）は、日本の作曲家である坂本龍一の2枚目のコンピレーション・アルバム。
2002年11月20日にMIDIからリリースされた本作は、坂本が1981年から1984年までに制作したコマーシャルソングのテーマ曲が収録されており、多くのトラックが初音源化となった。

## リリース
2002年11月20日にMIDIからCDのみで、コンピレーション・アルバム『WORKS II - TV/Inst.』と同時にリリースされた。

## 批評
| 専門評論家によるレビュー | 専門評論家によるレビュー |
| レビュー・スコア         | レビュー・スコア         |
| 出典                     | 評価                     |
| ------------------------ | ------------------------ |
| CDジャーナル             | 肯定的                   |

『CDジャーナル』は、コマーシャルソングに関して「究極の商業音楽であると同時に、制作者にとってはいろいろな意味での実験の場にもなる」としたうえで、坂本が手がけた楽曲に対して「クライアントの要求のなかで、新たな坂本ワールドの芽がヒョコッと顔を出している箇所もあって、興味深く聞ける」と肯定的な評価を下している。

## 収録曲
| 全作曲: 坂本龍一。 |                                                    |           |            |       |
| #                  | タイトル                                           | 作詞      | 作曲・編曲 | 時間  |
| 1.                 | 「日本生命「きみについて」 - Vocal / 1983」        | 糸井重里  | 坂本龍一   | 4:57  |
| 2.                 | 「パンパース「赤ちゃんのおしり」 - Vocal / 1983」  | 糸井重里  | 坂本龍一   | 3:35  |
| 3.                 | 「EXPO '85 住友館「空に合おうよ」 - Vocal / 1984」 | 矢野顕子  | 坂本龍一   | 4:58  |
| 4.                 | 「旺文社歴史探訪 / 1981」                          |           | 坂本龍一   | 0:39  |
| 5.                 | 「資生堂パーキージーン / 1981」                    |           | 坂本龍一   | 1:20  |
| 6.                 | 「新潮文庫キャンペーン - Short Version / 1982」    |           | 坂本龍一   | 1:14  |
| 7.                 | 「新潮文庫キャンペーン - Long Version / 1982」     |           | 坂本龍一   | 3:27  |
| 8.                 | 「日本生命「夜のガスパール」 / 1983」              |           | 坂本龍一   | 3:46  |
| 9.                 | 「日本生命「青ペンキの中の僕の涙」 / 1983」        |           | 坂本龍一   | 4:24  |
| 10.                | 「日立マクセル「SOFT MACHINE」 / 1984」            |           | 坂本龍一   | 1:15  |
| 11.                | 「資生堂 '83 / 1983」                              |           | 坂本龍一   | 0:34  |
| 12.                | 「ダイエー / 1983」                                |           | 坂本龍一   | 4:45  |
| 13.                | 「サントリーOLD 1 / 1983」                         |           | 坂本龍一   | 1:05  |
| 14.                | 「サントリーOLD 2 / 1983」                         |           | 坂本龍一   | 1:07  |
| 15.                | 「サントリーOLD / 1983」                           |           | 坂本龍一   | 1:19  |
| 16.                | 「サントリー / 1983」                              |           | 坂本龍一   | 0:48  |
| 17.                | 「専売公社 / 1984」                                |           | 坂本龍一   | 10:01 |
| 18.                | 「NTT「ハウディ」 / 1984」                         |           | 坂本龍一   | 0:48  |
| 19.                | 「味の素 Atype60' / 1984」                         |           | 坂本龍一   | 1:02  |
| 合計時間:          | 合計時間:                                          | 合計時間: | 51:04      |       |

## クレジット
- Production Co-ordinated by Haruhiko Orimo
- Mastered by Shuji Kitamura (AUDIO CITY)
- Design by Shigeki Kato (K2)
- Executive Producer : Hiroshi Okura

## リリース履歴
| No. | 日付           | 国名 | レーベル | 規格 | 規格品番  | 備考                                                            |
| --- | -------------- | ---- | -------- | ---- | --------- | --------------------------------------------------------------- |
| 1   | 2002年11月20日 | 日本 | MIDI     | CD   | MDCL-1437 | コンピレーション・アルバム『WORKS II - TV/Inst.』と同時リリース |